# Địa liền
Địa liền hay thiền liền, tam nại, sơn nại (danh pháp hai phần: Kaempferia galanga) là cây thân thảo thuộc họ Gừng.

## Dược liệu

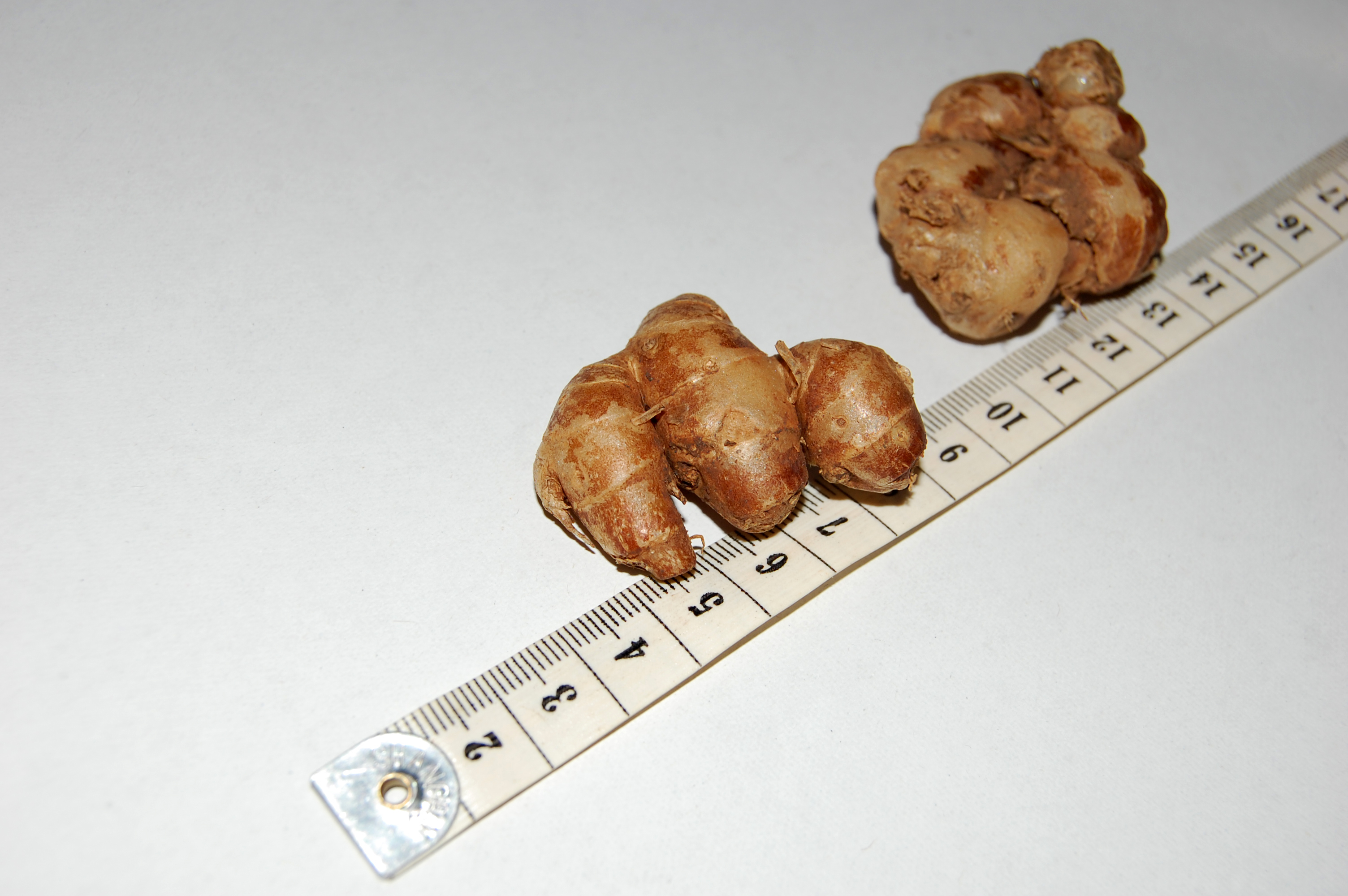
Củ địa liền

Củ địa liền chứa cineol, borneol, 3-carene, camphene, kaempferol, kaempferide, cinnamaldehyde, axit p-methoxycinnamic, ethyl cinnamate và ethyl p-methoxycinnamate.

## Thành phần tạo hương
- Borneol [1]
- 1,8-Cineole [1]
- Ethyl cinnamat [1], [2]
- Ethyl trans-p-methoxycinnamat [1][3]
- Gamma-car-3-en [1]
- Pentadecan [1]

## Độc tính
Cây địa liền có thể gây một vài tác dụng phụ ảnh hưởng đến sức khỏe. Do đó, bệnh nhân không nên lạm dụng với liều lượng lớn trong thời gian dài. Bên cạnh đó, những đối tượng âm hư, dạ dày nóng rát hoặc thiếu máu không nên dùng cây địa liền để chữa bệnh.

## Tham khảo

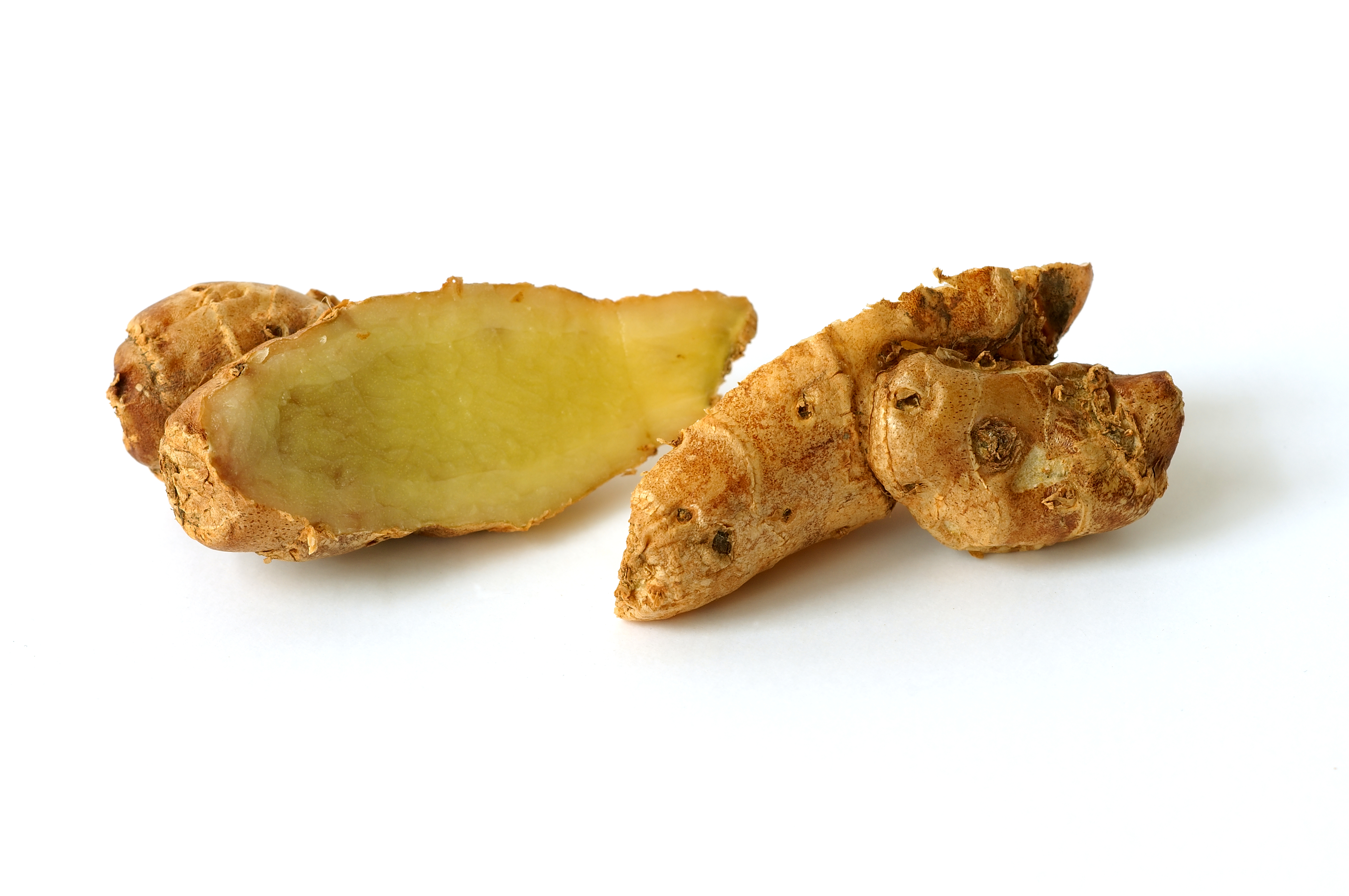
Củ địa liền